# Паметник на правата на човека
Паметникът на правата на човека (на френски: Monument des Droits de l'Homme) е разположен в парка Марсово поле в Париж.
Издигнат е през 1989 г. в чест на 200-годишнината от Френската революция и обявяването на „Декларацията за човешки и граждански права“. Сградата обхваща до 3000 езотерични знаци и символи.
Паметникът е проектиран от чешкия скулптор Иван Таймер. Поради символиката му е третиран като масонски мемориал.